# فرضیه پناهگاه آلودگی

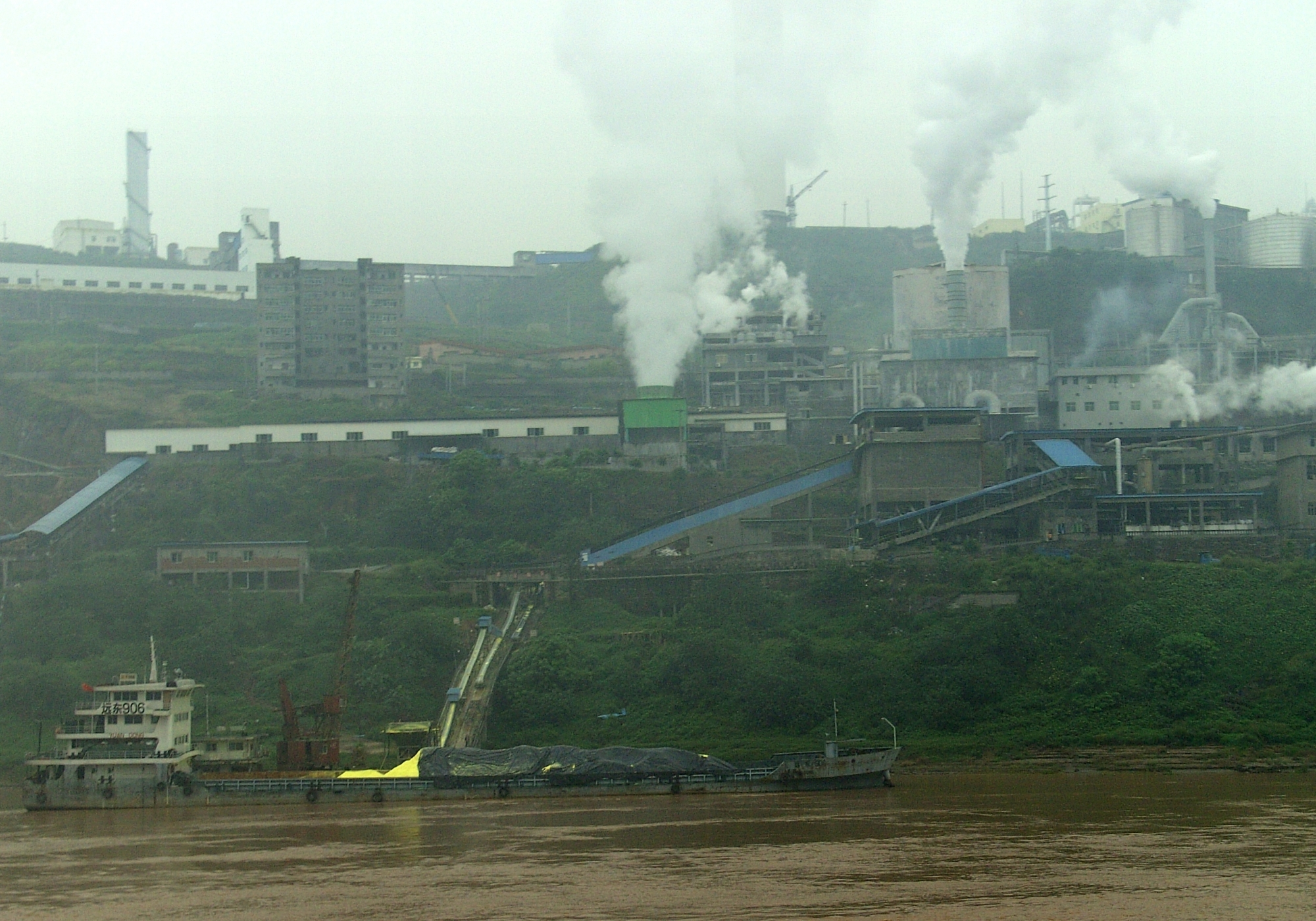
کارخانه‌ای با دودکش‌های مشرف به رودخانه یانگ تسه

فرضیه پناهگاه آلودگی بیان می‌کند که وقتی کشورهای بزرگ صنعتی به دنبال راه‌اندازی کارخانه یا دفتر در خارج از کشور هستند، اغلب به دنبال ارزان‌ترین گزینه از نظر منابع و نیروی کار هستند که زمین و دسترسی به مواد مورد نیاز آنها را فراهم کند. با این حال، این اغلب به قیمت شیوه‌های نادرست زیست‌محیطی تمام می‌شود. کشورهای در حال توسعه با منابع و نیروی کار ارزان، معمولاً مقررات زیست‌محیطی کمتری دارند و برعکس، کشورهایی که مقررات زیست‌محیطی سختگیرانه‌تری دارند، به دلیل هزینه‌های مرتبط با رعایت این استانداردها، برای شرکت‌ها گران‌تر می‌شوند؛ بنابراین، شرکت‌هایی که تصمیم می‌گیرند به صورت فیزیکی در کشورهای خارجی سرمایه‌گذاری کنند، تمایل دارند (به کشورهایی با پایین‌ترین استانداردهای زیست‌محیطی یا ضعیف‌ترین اجرای قوانین) نقل مکان کنند.

## سه مقیاس فرضیه
1. هزینه‌های کنترل آلودگی در حاشیه سود تأثیر می‌گذارند، جایی که بر تصمیمات سرمایه‌گذاری و جریان‌های تجاری تأثیر می‌گذارند.
2. هزینه‌های کنترل آلودگی به اندازه‌ای مهم هستند که می‌توانند به‌طور قابل اندازه‌گیری بر تجارت و سرمایه‌گذاری تأثیر بگذارند.
3. کشورها استانداردهای زیست‌محیطی خود را پایین‌تر از سطوح کارآمد اجتماعی قرار می‌دهند تا بتوانند سرمایه‌گذاری را جذب کنند یا صادرات خود را افزایش دهند.[۲]

مقیاس‌های ۱ و ۲ از پشتوانه تجربی برخوردارند، اما اهمیت این فرضیه نسبت به سایر عوامل سرمایه‌گذاری و تجارت هنوز بحث‌برانگیز است. یک مطالعه نشان داد که مقررات زیست‌محیطی، به‌ویژه در صنایع با آلودگی بالا، وقتی با اشتغال سنجیده می‌شود، تأثیر منفی شدیدی بر سرمایه‌گذاری مستقیم خارجی یک کشور دارد. با این حال، همان مطالعه نشان داد که مقررات زیست‌محیطی موجود در کشورهای همسایه یک کشور، تأثیر ناچیزی بر جریان‌های تجاری آن کشور دارد.

## فرمول و تغییرات
یی = αRi + XiβI + εi
در فرمول بالا، Y فعالیت اقتصادی، R سخت‌گیری نظارتی، X مجموع سایر ویژگی‌هایی است که بر Y تأثیر می‌گذارند و ε یک عبارت خطا است. از لحاظ تئوری، با تغییر مقدار R شما، تحلیلگران قادر خواهند بود تأثیر مورد انتظار بر فعالیت اقتصادی را محاسبه کنند. طبق فرضیه پناهگاه آلودگی، این معادله نشان می‌دهد که مقررات زیست‌محیطی و فعالیت اقتصادی همبستگی منفی دارند، زیرا مقررات، هزینه نهاده‌های کلیدی برای کالاهایی با تولیدات شدیداً آلوده‌کننده را افزایش داده و مزیت نسبی حوزه‌های قضایی را در این کالاها کاهش می‌دهند. این فقدان مزیت نسبی باعث می‌شود شرکت‌ها به کشورهایی با استانداردهای زیست‌محیطی پایین‌تر نقل مکان کنند و Y را کاهش دهند.
Yit = vi + αRit + γTit + θRitTit + X'βit + εit
این فرمول بسط‌یافته این موضوع را در نظر می‌گیرد که آیا آزادسازی تجارت (یعنی سطح موانع تجاری موجود در یک کشور که با T مشخص می‌شود) همبستگی منفی بین فعالیت اقتصادی (Y) و سخت‌گیری نظارتی (R) را افزایش می‌دهد یا خیر. برخی از نویسندگان ادعا می‌کنند که موانع تجاری به‌طور نامتناسبی بر محیط زیست تأثیر می‌گذارند و این معادله تلاش می‌کند تا تعامل بین موانع تجاری و سخت‌گیری نظارتی و تأثیر مربوطه را با توجه به تولید در یک اقتصاد، کمّی کند.

## ارتباط با منحنی زیست‌محیطی کوزنتس

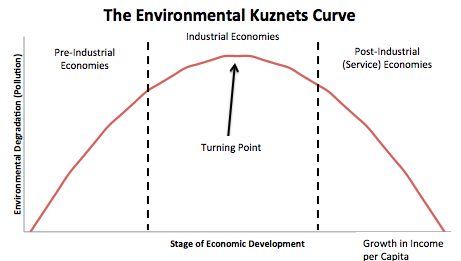
یک بازآفرینی ساده از منحنی زیست‌محیطی کوزنتس، ساخته شده با استفاده از مایکروسافت اکسل.

منحنی زیست‌محیطی کوزنتس (EKC) یک مدل مفهومی است که نشان می‌دهد غلظت آلودگی یک کشور با توسعه و صنعتی شدن تا یک نقطه عطف افزایش می‌یابد و پس از آن دوباره کاهش می‌یابد، زیرا کشور از ثروت افزایش یافته خود برای کاهش غلظت آلودگی استفاده می‌کند، که نشان می‌دهد محیط زیست پاک‌تر در کشورهای توسعه‌یافته به قیمت محیط زیست کثیف‌تر در کشورهای در حال توسعه تمام می‌شود. از این نظر، EKC به‌طور بالقوه بازتابی از فرضیه پناهگاه آلودگی است، زیرا یکی از عواملی که ممکن است باعث افزایش تخریب محیط زیست مشاهده شده در اقتصادهای پیش از صنعتی شدن شود، هجوم زباله از اقتصادهای پس از صنعتی شدن است. همین انتقال شرکت‌های آلاینده از طریق تجارت و سرمایه‌گذاری خارجی می‌تواند منجر به کاهش تخریب محیط زیست شود که در بخش نزولی EKC مشاهده می‌شود، که اقتصادهای پساصنعتی (خدماتی) را مدل‌سازی می‌کند. این مدل در موارد توسعه ملی صادق است، اما لزوماً نمی‌تواند در مقیاس محلی اعمال شود.

## مثال دنیای واقعی
باتری‌های مصرف‌شده‌ای که آمریکایی‌ها برای بازیافت تحویل می‌دهند، به‌طور فزاینده‌ای به مکزیک فرستاده می‌شوند، جایی که سرب درون آنها با روش‌های خامی که در ایالات متحده غیرقانونی است، استخراج می‌شود. این افزایش جریان صادرات نتیجهٔ استانداردهای سختگیرانهٔ جدید آژانس حفاظت از محیط زیست در مورد آلودگی سرب است که بازیافت داخلی را در ایالات متحده دشوارتر و گران‌تر می‌کند، اما شرکت‌ها را از صادرات این کار و خطر به کشورهایی که استانداردهای زیست‌محیطی پایین و اجرای آن سهل‌انگارانه است، منع نمی‌کند. از این نظر، مکزیک در حال تبدیل شدن به پناهگاه آلودگی برای صنعت باتری ایالات متحده است، زیرا مقامات محیط زیست مکزیک اذعان دارند که فاقد پول، نیروی انسانی و ظرفیت فنی برای کنترل این جریان هستند. طبق گزارش نیویورک تایمز در سال ۲۰۱۱، ۲۰ درصد از باتری‌های فرسوده خودرو و صنعتی آمریکایی به مکزیک صادر می‌شد که نسبت به ۶ درصد در سال ۲۰۰۷ افزایش یافته است، به این معنی که تقریباً ۲۰ میلیون باتری در آن سال از مرز عبور می‌کرد. بخش قابل توجهی از این جریان پس از برچسب‌گذاری نادرست به عنوان قراضه فلز، قاچاق می‌شد.

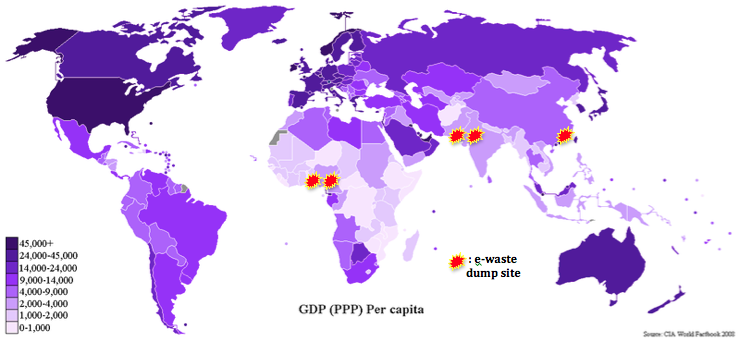
نقشه سرانه تولید ناخالص داخلی بر اساس برابری قدرت خرید به همراه مکان‌های شناخته‌شده دفن زباله‌های الکترونیکی که در سال ۲۰۱۳ اضافه شده است.

نقشه جهانی که در اینجا نشان داده شده است، نحوه قرارگیری محل‌های دفن زباله‌های الکترونیکی (یا محل‌هایی که شهروندان یا شرکت‌های چندملیتی کشورهای صنعتی، دستگاه‌های الکترونیکی استفاده‌شده خود را در آنجا دفن می‌کنند) را به همراه سرانه تولید ناخالص داخلی (GDP) بر اساس برابری قدرت خرید (PPP) آن کشورها نشان می‌دهد.

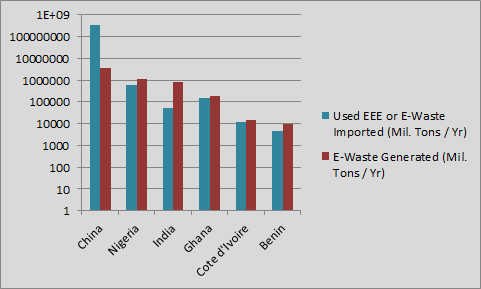
مقدار تخمینی ضایعات الکترونیکی و برق مستعمل وارد شده به کشورهای غیرپیوست ۱ پروتکل کیوتو را نشان می‌دهد، که در آن ضایعات الکترونیکی تولید شده توسط منابع داخلی هر کشور محاسبه شده است.

اگرچه سرانهٔ تولید ناخالص داخلی (GDP) بر اساس برابری قدرت خرید (PPP) شاخص کاملی برای توسعهٔ اقتصادی نیست، و محل‌های دفن زباله‌های الکترونیکی تنها یک جنبهٔ کوچک از چیزی هستند که می‌تواند یک پناهگاه آلودگی بزرگ‌تر باشد، این نقشه نشان می‌دهد که چگونه محل‌های دفن زباله‌های الکترونیکی اغلب در کشورهای فقیرتر و نسبتاً پیشاصنعتی قرار دارند، که تا حدودی از فرضیهٔ پناهگاه آلودگی پشتیبانی می‌کند.
با وجود سایت‌های دفع زباله‌های الکترونیکی در آمریکای جنوبی، هنوز موارد بیشتری برای بررسی وجود دارد، منطقه شرق آسیا که بیشتر تولیدات جهانی در آن اتفاق می‌افتد. شرکت‌های خارجی کارخانه‌های خود را به مناطقی منتقل خواهند کرد که حداقل مقررات زیست‌محیطی در آنها وجود داشته باشد و در هزینه‌های دفع زباله و نیروی کار صرفه‌جویی کنند. گوییو، شهری در چین که به دلیل فقدان مقررات زیست‌محیطی و نیروی کار ارزان، به مرکزی برای پردازش زباله‌های الکترونیکی تبدیل شده و زباله‌های کشورهای توسعه‌یافته را به خود جذب می‌کند. عملیات بازیافت غیررسمی منجر به آلودگی قابل توجه محیط زیست شد، به طوری که نمونه‌های آب، سطح سرب را ۱۹۰ برابر بیشتر از استانداردهای ایمنی سازمان بهداشت جهانی نشان دادند. تقریباً ۸۰٪ از کودکان در گوییو از مسمومیت با سرب رنج می‌بردند که نشان دهنده تأثیرات بهداشتی آن بر جمعیت‌های آسیب‌پذیر است. در سال ۱۹۷۹، شرکت Asia Rare Earth (ARE)، که بخشی از آن متعلق به شرکت Mitsubishi Chemical Industries Ltd است، یک کارخانه استخراج عناصر خاکی کمیاب در بوکیت مرا، پراک، مالزی تأسیس کرد. این تأسیسات در سال ۱۹۸۲ فعالیت خود را آغاز کرد و ایتریم را از مونازیت استخراج می‌کرد، فرآیندی که منجر به تولید زباله‌های رادیواکتیو می‌شد. دفع این زباله‌ها منجر به آلودگی شدید محیط زیست و در نتیجه مشکلات بهداشتی برای ساکنان محلی شد. میتسوبیشی یکی از شرکت‌های برتر ژاپنی است که وسایل نقلیه تولید می‌کند و خودروهای آنها در بسیاری از کشورها مانند ژاپن، تایلند، اندونزی، چین، فیلیپین، ویتنام و روسیه تولید می‌شوند. واضح است که مالزی در این فهرست نیست و قصد آنها برای بهره‌برداری از معادن استخراج مواد شیمیایی رادیواکتیو در مالزی، به دلیل فقدان مقررات زیست‌محیطی، آشکار است.

## زمینه‌های اختلاف نظر
اولین حوزه بحث‌برانگیز در رابطه با نظریه پناهگاه آلودگی مربوط به فرمول‌های فوق است. یافتن معیار مناسبی برای شدت مقررات (R) ساده نیست، زیرا می‌خواهیم بدانیم که تولید در یک حوزه قضایی خاص به دلیل مقررات زیست‌محیطی آن حوزه قضایی، چقدر نسبت به سایر حوزه‌ها پرهزینه‌تر است. با این حال، هزینه‌های انطباق ناشی از این مقررات می‌تواند به شکل مالیات‌های زیست‌محیطی، تأخیرهای نظارتی، تهدید یا اجرای دعاوی حقوقی، طراحی مجدد محصول یا محدودیت‌های انتشار گازهای گلخانه‌ای باشد. این گسترش سبک‌های هزینه، تعیین کمیت R را دشوار می‌کند.
یکی دیگر از انتقادات عمده به فرمول دوم این است که اندازه‌گیری سخت‌گیری نظارتی و موانع تجاری دشوار است زیرا این دو اثر احتمالاً درون‌زا هستند، بنابراین مطالعات کمی تلاش کرده‌اند تا اثر غیرمستقیم آزادسازی تجارت بر پناهگاه‌های آلودگی را تخمین بزنند. علاوه بر این، دولت‌ها گاهی اوقات با تضعیف استانداردهای زیست‌محیطی خود، برای جذب صنایع آلاینده، وارد رقابت ناکارآمد می‌شوند. با این حال، طبق نظریه اقتصادی متعارف، دولت‌های حداکثرکننده رفاه باید استانداردهایی را تعیین کنند که مزایا، هزینه‌های حاشیه‌ای را توجیه کنند. این بدان معنا نیست که استانداردهای زیست‌محیطی در همه جا برابر خواهند بود، زیرا حوزه‌های قضایی ظرفیت‌های جذب، هزینه‌های کاهش و نگرش‌های اجتماعی متفاوتی در مورد محیط زیست دارند، به این معنی که ناهمگونی در استانداردهای آلودگی قابل انتظار است. به‌طور کلی، این بدان معناست که مهاجرت صنعت به حوزه‌های قضایی با سخت‌گیری کمتر، ممکن است نگرانی‌هایی را در مورد کارایی از نظر اقتصادی ایجاد نکند.
آخرین حوزه مورد بحث این است که آیا فرضیه پناهگاه آلودگی از پشتوانه تجربی برخوردار است یا خیر. برای مثال، مطالعات شواهد آماری معناداری یافته‌اند که نشان می‌دهد کشورهایی با کیفیت هوای نامناسب، صادرات خالص زغال‌سنگ بالاتری دارند، اما میزان تأثیر آن نسبت به سایر متغیرها اندک است. پل کروگمن، اقتصاددان برنده جایزه نوبل، در مورد اینکه آیا پناهگاه‌های آلودگی از پشتوانه تجربی در نظریه اقتصادی برخوردارند یا خیر، تردید دارد، زیرا می‌نویسد: «در حال حاضر، ارائه نمونه‌های عمده‌ای از صنایعی که در آنها پدیده پناهگاه آلودگی، تا حدی که رخ می‌دهد، منجر به اثرات خارجی منفی بین‌المللی می‌شود، دشوار است. با این حال، این بدان معنا نیست که چنین نمونه‌هایی در آینده نمی‌توانند رخ دهند.»
مقیاس ۳ که در بالا ذکر شد، به ویژه در ۲۰ سال گذشته، استدلال‌های تجربی علیه آن مطرح شده است. برخی اقتصاددانان معتقدند که به محض اینکه استانداردهای زیست‌محیطی بالاتری در یک کشور معرفی شود، شرکت‌های چندملیتی بزرگ‌تر حاضر در آن کشور احتمالاً برای اجرای این استانداردها تلاش خواهند کرد تا مزیت هزینه‌ای شرکت‌های کوچک‌تر محلی را کاهش دهند. این اثر، کشورهایی با استانداردهای سختگیرانه زیست‌محیطی را به پناهگاهی برای شرکت‌های بزرگی تبدیل می‌کند که اغلب با سطوح بالاتری از آلودگی مرتبط هستند، به این معنی که عوامل آلاینده ممکن است شرکت‌های کوچک‌تر باشند، نه شرکت‌های چندملیتی بزرگ‌تر، همان‌طور که توسط دیگر طرفداران فرضیه پناهگاه آلودگی مطرح شده است.